# Ams-Osram
ams-Osram AG — транснациональная технологическая компания, проектирует и производит датчики, полупроводниковые компоненты.
Штаб-квартира расположена в Австрии. Число сотрудников во всём мире — 24 499 человек. Акции компании торгуются на швейцарской бирже SIX (биржевой тикер — AMS).
Ранее компания была известна под названиями austriamicrosystems AG и как Austria Mikro Systeme (AMS).

## Продукция
Продукция включает светодиоды, чувствительные элементы со специальными требованиями: малый размер, низкое энергопотребление, высокая чувствительность и интеграция нескольких чувствительных элементов в одном корпусе;
интегральные микросхемы;
интерфейсы для измерительных приборов;
программное обеспечение для мобильного, потребительского, телекоммуникационного, промышленного, медицинского и автомобильного рынков.

## История

### 1978—2000
В конце 1970-х годов сталелитейная компания voestalpine AG решила расширить ассортимент своей продукции и услуг и выбрала для этого полупроводниковую промышленность. В результате поиска партнёра для образования совместного предприятия было начато взаимодействие с компанией American Micro Systems (AMI).

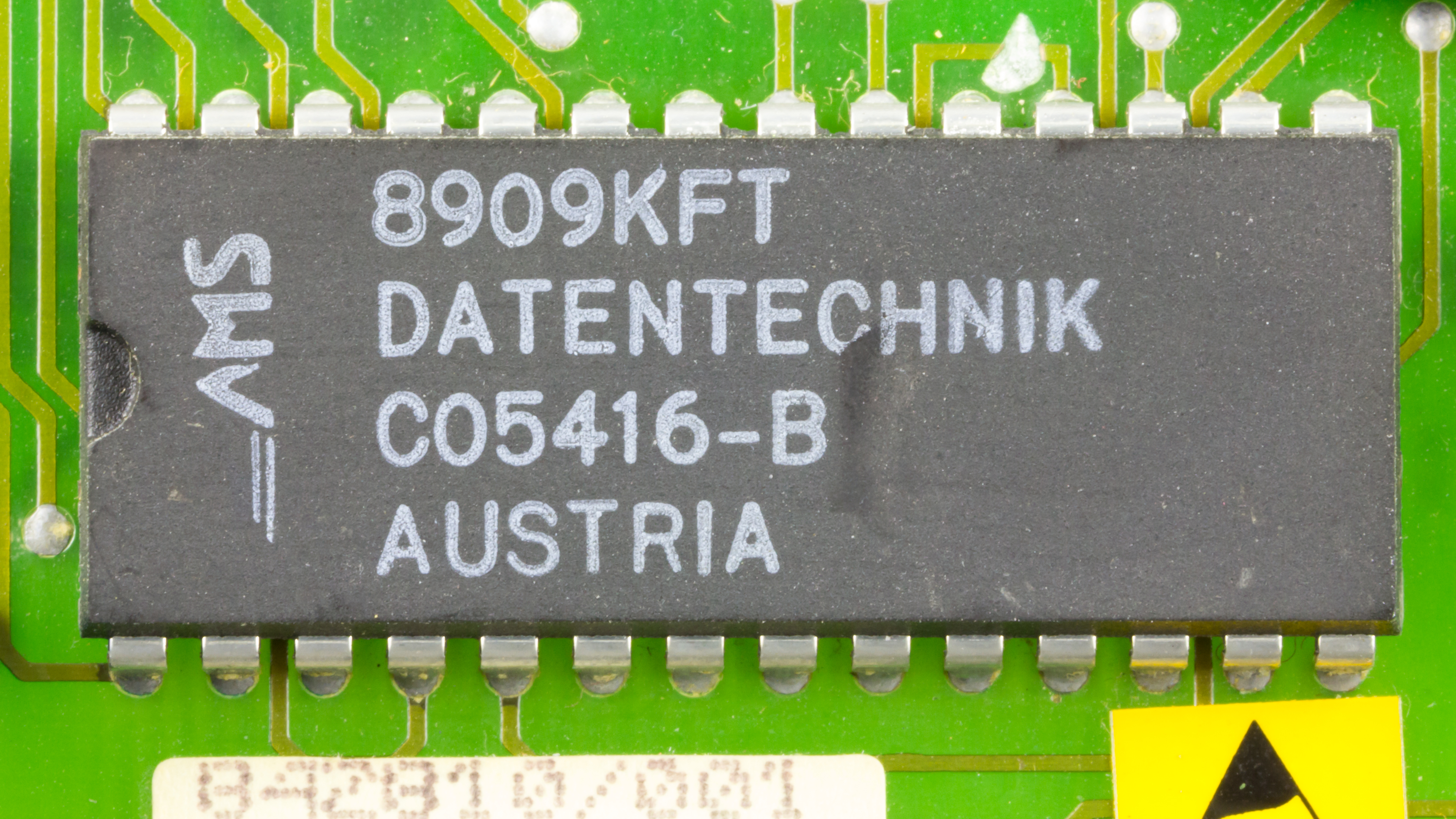
Микросхема производства AMS на модуле DataOverVoice телекоммуникационного оборудования

В 1981 году было основано совместное предприятие American Micro Systems Inc. Austria GmbH. AMI владела 51 %, а voestalpine AG — 49 % предприятия. Местонахождением штаб-квартиры был выбран замок Премштеттен (нем.) в Унтерпремштеттене (Штирия, Австрия).
В 1983 году австрийский канцлер Фред Зиновац официально открыл фабрику по производству полупроводниковых пластин диаметром 100 мм, персонал которой насчитывал 300 работников.
В 1987 году voestalpine AG получила 100 % управление предприятием. В сентябре того же года название было изменено с AMI-A на AMS (Austria Mikro Systeme International GmbH). Затем были открыты офисы продаж в США (Калифорния) и Германии.
В 1991 году AMS вошла в список 25 наиболее быстрорастущих компаний Европы. Американский отраслевой журнал Semiconductor International (англ.) назвал AMS лучшей полупроводниковой фабрикой 1992 года.
В июне 1993 года AMS стала первой публичной европейской полупроводниковой компанией, разместив акции на Венской бирже.
AMS открыла первый офис продаж в Азии в 1996 году. В том году компания так же получила аккредитации ISO 14001:1996 и EMAS (Схема экологического менеджмента и аудита Европейского союза).
В 1997 году компания добилась первых успехов в глубокой субмикронной технологии[прояснить].
Космическая программа НАСА Deep Space 2 в 1998 году использовала 2 микросхемы разработанных AMS и Boeing. Эти микросхемы были спроектированы для управления источником питания космического зонда. В том же году компания была аккредитована на соответствие стандартам американской и немецкой автомобильной промышленности, QS 9000 и VDA 6.1, соответственно.

### После 2000 года
В конце 2019 года AMS поглотил немецкого производителя светового оборудования Osram Licht AG.
В 2021 году компания завершила интеграцию с Osram и сменила название на ams-OSRAM AG. Во второй половине 2021 года были проданы североамериканские активы OSRAM (производство систем контроля освещённости) и было ликвидировано совместное предприятие OSRAM Continental.

## Деятельность
По состоянию на 2021 год компания состояла из двух подразделений:
- Полупроводники — выручка 3,28 млрд евро;
- Лампы и системы — выручка 1,76 млрд евро.

Около 40 % продаж приходится на автомобильную промышленность, 33 % — на другие отрасли промышленности и медицинские учреждения, 27 % — на потребительские товары. Крупнейшим рынком сбыта для компании является Азиатско-Тихоокеанский регион (53 % выручки), далее следует Европа, Ближний Восток и Африка (28 % выручки) и Америка (19 % выручки).